# Xantusia extorris
Xantusia extorris е вид влечуго от семейство Xantusiidae, известно с името си нощен гущер Дуранго (Durango night lizard) . 

## Разпространение
Видът е разпространен в Мексико.